# Metrickz

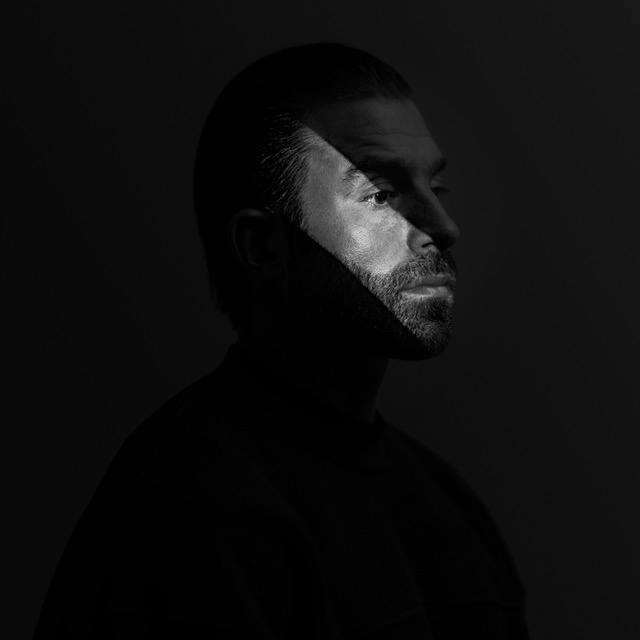
Metrickz (2022)

Metrickz (* 7. Oktober 1990 in Osnabrück; bürgerlich David Orhan Hänsel) ist ein deutscher Rapper. Er veröffentlichte seit 2013 sechs Soloalben, die in Zusammenarbeit mit seinem Hausproduzenten X-plosive entstanden. Seit 2018 betreibt er das Label Deathofmajor sowie eine gleichnamige Modelinie.

## Leben und Karriere

### Kindheit und Jugend
David Orhan Hänsel wurde im Herbst 1990 als Sohn eines türkischstämmigen Vaters und einer deutschen Mutter in Lengerich geboren. Ab seinem siebten Lebensjahr wuchs er bei seiner alleinerziehenden Mutter auf. Die Künstlerin versuchte, ihm das Zeichnen und Malen beizubringen, wofür er jedoch kein Talent zeigte. Stattdessen setzte er seine Kreativität beim Schreiben von Texten und der Musikproduktion um. Für seine musikalische Arbeit legte er sich den Künstlernamen Metrickz zu. Durch seinen Stiefvater, den Bobfahrer Donat Ertel, entwickelte er zudem eine Vorliebe für Fitness und Leichtathletik.

### Musikalische Karriere
Geprägt von der Musik des Labels Aggro Berlin begann er im Alter von 16 Jahren selbst zu rappen. Nachdem er ab 2007 erste Songs online veröffentlicht hatte, erschien ein Jahr später unter dem Titel Kampfansage seine erste Veröffentlichung zum kostenlosen Download. 2012 trat er als Gast auf B-Tights viertem Album Drinne auf. Zudem war er auf Der Reiskanzler von Der Asiate zu hören. Mit Valentina erschien 2013 seine erste Solosingle. Der von X-plosive produzierte Song generierte größere Aufmerksamkeit und wurde in zahlreichen Medien besprochen. Im Herbst ließ er sein Debütalbum Ultraviolett folgen, das er ohne Label und Management veröffentlichte. Als Gastrapper konnte er dafür Silla, JokA, Swiss, Kayef und Liont gewinnen. Letztgenannter lud Metrickz daraufhin auf sein erstes Album Löwenkind ein. 2014 folgte die EP Kamikaze, die mit der Auskopplung Durch die Stadt beworben wurde.
Mit seinem zweiten Album Ultraviolett 2 gelang Metrickz Ende 2015 der Durchbruch. Die über die Warner Music Group vertriebene Veröffentlichung stieg auf Platz 4 der deutschen Charts ein. Auch in Österreich und der Schweiz konnte es sich positionieren. Als Beilage der Box-Edition von Ultraviolett 2 erschien die EP Phantom. 2016 nahm er mit RAF Camora die Stücke Mein Leben für das Album Ghøst sowie die Single Villa auf, die auf seiner EP Raw zu finden ist. Kurz vor Jahreswechsel veröffentlichte Metrickz mit Nova eine weitere EP. Im folgenden Sommer trat der Rapper auf der Bonus-EP zu Bushidos zwölftem Album Black Friday auf. Metrickz' drittes Album Xenon folgte im August über den Vertrieb Soulfood. Der Box-Edition legte er die Skizzen-EP Shadow bei. In einem Gespräch mit den Westfälischen Nachrichten bezeichnete er es als „hartes Album“, das zu einer Zeit entstanden sei, in der er sich „wütend und enttäuscht“ gefühlt habe. Xenon stieg auf Rang 3 der Album-Charts ein. Mit Weihrauch und Footprints koppelte er zwei Songs als Singles aus.
2018 gründete Metrickz sein eigenes Label Deathofmajor, das er selbst leitet und finanziert. Zeitgleich verkündete er den Start einer gleichnamigen Modekollektion. Als erste Veröffentlichung erschien am 4. September das Album Ultraviolett 3, das von vier Singleauskopplungen begleitet wurde. Während der digitale Vertrieb über das Unternehmen Believe erfolgte, wurde die Deluxe-Box ausschließlich über die Label-Homepage verkauft, womit die physischen Verkäufe keinen Einfluss auf die Chartplatzierung ausüben. Dank der Streams stieg Metrickz' viertes Album dennoch auf Platz 68 der deutschen Charts ein. Am 7. Juni 2019 folgte das Album Mufasa, dessen Boxset die Kompilation Reloaded beilag.

## Diskografie
Studioalben

| Jahr | Titel Musiklabel                   | Höchstplatzierung, Gesamtwochen, AuszeichnungChartplatzierungen (Jahr, Titel, Musiklabel, Platzierungen, Wochen, Auszeichnungen, Anmerkungen, Cover) | Höchstplatzierung, Gesamtwochen, AuszeichnungChartplatzierungen (Jahr, Titel, Musiklabel, Platzierungen, Wochen, Auszeichnungen, Anmerkungen, Cover) | Höchstplatzierung, Gesamtwochen, AuszeichnungChartplatzierungen (Jahr, Titel, Musiklabel, Platzierungen, Wochen, Auszeichnungen, Anmerkungen, Cover) | Anmerkungen                             | Cover |
| Jahr | Titel Musiklabel                   | DE | AT | CH | Anmerkungen                             | Cover |
| ---- | ---------------------------------- | --- | --- | --- | --------------------------------------- | ----- |
| 2013 | Ultraviolett Deathofmajor          | — | — | — | Erstveröffentlichung: 10. Oktober 2013  |       |
| 2015 | Ultraviolett 2 Deathofmajor        | DE4 (2 Wo.)DE | AT39 (1 Wo.)AT | CH76 (1 Wo.)CH | Erstveröffentlichung: 20. November 2015 |       |
| 2017 | Xenon Deathofmajor                 | DE3 (2 Wo.)DE | AT22 (1 Wo.)AT | — | Erstveröffentlichung: 25. August 2017   |       |
| 2018 | Ultraviolett 3 Deathofmajor        | DE68 (2 Wo.)DE | — | — | Erstveröffentlichung: 4. September 2018 |       |
| 2019 | Mufasa Deathofmajor                | DE33 (1 Wo.)DE | AT44 (1 Wo.)AT | CH60 (1 Wo.)CH | Erstveröffentlichung: 7. Juni 2019      |       |
| 2022 | Synthesizer Symphonie Deathofmajor | DE10 (1 Wo.)DE | — | — | Erstveröffentlichung: 7. Oktober 2022   |       |
| 2024 | Ultraviolett 4 Deathofmajor        | DE39 (1 Wo.)DE | — | — | Erstveröffentlichung: 29. November 2024 |       |

## Rezeption
Mediale Besprechungen
Metrickz' Alben fanden bislang vor allem in Musikmedien Beachtung. Anlässlich seines ersten Albums Ultraviolett attestierte ihm Rap.de „Potential“ sowie „keine Schwächen, allerdings auch keine expliziten Stärke“ in „Sachen Rapskills“. Zwar sei Metrickz ein „ambitionierter Künstler“, doch sein Debüt wirke „verwirrend vielstimmig, beinahe schon konzeptlos“. So sei ein „ständiger Wechsel zwischen harten Lines und softer Poesie auszumachen“. Jedes Stück falle „als einzelnes Produkt gelungen“ aus, aber vor allem Valentina erinnere an Cro. 16bars.de sieht „energetische Synthies mit eingängigen Hooks, Dubstep- und Drum 'n' Bass-Zusätzen“ sowie ein „dynamischer Rapstil“ als Hauptmerkmale des Albumdebüts. Metrickz pendele „zwischen tiefsinniger, entschlossener Abgeklärtheit und der unruhigen Getriebenheit eines 23-Jährigen“ Zudem scheine ihm der „medial-kommunikative Teil seiner Arbeit“ ein „mindestens genauso wichtiger Bestandteil für sein Fortkommen zu sein wie das eigentlich Musikalische“.
Die Bewertung des zweiten Werks Ultraviolett 2 fiel in der E-Zine laut.de negativer aus. Metrickz wirke wie eine „Sparfuchs-Version von Casper“. Während er „solide“ flowe, handele es sich beim Gesang nicht um seine „Paradedisziplin“. Das Album ersaufe „in gepflegtem Fernweh und Zweisamkeits-Kitsch“. In den Lesercharts von laut.de rangierte das Album auf Platz 2 der „meistgehassten Alben des Jahres“. Ultraviolett 3 lese sich laut Tonspion „wie ein wirrer Mix aus Battlerap, pathetischen Lovesongs und Kalendersprüchen“. Dagegen klinge das Soundbild „stringent“. Metrickz tausche „Dancehall und Afro Trap“, die auf seinem Album Xenon dominierten, mit „synthie- und chorlastige[n] Beats mit hoher Schlagzahl“. Steffen Bauer bezeichnete Metrickz in seiner Rezension zu Ultraviolett 3 auf MZEE als „Rapper gewordene Personifizierung von Hybris“. Entweder rappe er „von sich selbst als gottgleiche, der Konkurrenz meilenweit überlegene Gestalt“ oder über das „vermeintlich schwache Geschlecht“. Trotz der „hörenswerten Beats“ von X-plosive falle die Veröffentlichung „plakativ, flach und äußerst kitschig“ aus.
Kritik anderer Künstler
Im Gespräch mit dem Magazin Jetzt äußerte sich der österreichische Rapper Gerard ausführlich zum Album. Aus seiner Sicht besitze Ultraviolett „eine schöne Mischung aus Straßen-Attitüde und poppigen Beats“. Während ihn die Dubstep-Elemente an Example erinnern, sieht er im Hinblick auf die Rap-Technik MoTrip und SD als „Vorbilder“. Die Single Valentina sei „zwar poppig und eingängig, aber nicht peinlich“. Zudem habe sie „eine gewisse Roughness“. Positiv äußerte sich auch RAF Camora.
Auszeichnungen
Im Februar 2021 erhielt Metrickz für 150.000 verkaufte Einheiten der Single Valentina seine erste Goldene Schallplatte.